# پل کوپر (بازیکن فوتبال، زاده ۱۹۵۷)
پل کوپر (انگلیسی: Paul Cooper; ۱۲ ژوئیهٔ ۱۹۵۷ – ۲۸ فوریه ۲۰۲۰) بازیکن فوتبال اهل بریتانیا بود.
از باشگاه‌هایی که در آن بازی کرده‌است می‌توان به باشگاه فوتبال هادرزفیلد تاون، باشگاه فوتبال نانیتون تاون، و باشگاه فوتبال گریمزبی تاون اشاره کرد.